# Annapolis Royal
Annapolis Royal (do 1710 Port Royal) – miasto (town) w kanadyjskiej prowincji Nowa Szkocja, ośrodek hrabstwa Annapolis, podjednostka podziału statystycznego (census subdivision). Według spisu powszechnego z 2016 obszar miasta to: 2,04 km², a zamieszkiwało wówczas ten obszar 491 osób.
Miejscowość, pierwsza stała osada w Ameryce Północnej zasiedlona pierwotnie przez ludność francuskojęzyczną w 1605 podczas wyprawy Samuela de Champlaina i Pierre'a Dugui de Monsa nosząca miano Port Royal, pozostawała przez wiek XVII obiektem zainteresowania poddanych angielskich i szkockich, którzy próbowali przejąć nad nią kontrolę i ostatecznie w 1710 zmieniono nazwę na cześć królowej Anny (zamieniając człon Port i dodając do imienia władczyni greckie określenie polis), stając się jednocześnie (do 1749) ośrodkiem administracyjnym brytyjskiej kolonii Nowa Szkocja (ostatecznie potwierdzono zwierzchność brytyjską pokojem zawartym w Utrechcie w 1713), a w 1893 otrzymała status miasta (town).